# Schuppenschwanzkusu

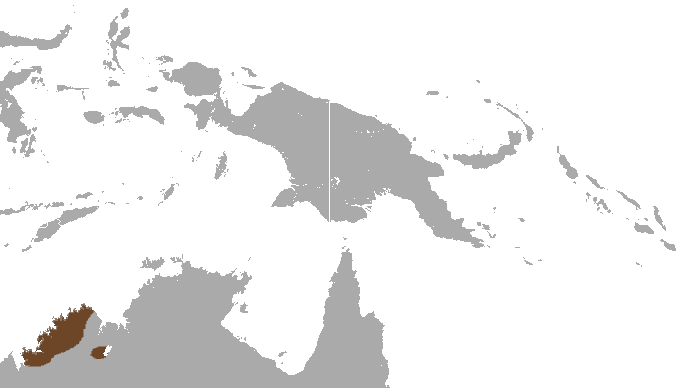
Verbreitungskarte des Schuppenschwanzkusu

Der Schuppenschwanzkusu (Wyulda squamicaudata) ist eine Beutelsäugerart aus der Familie der Kletterbeutler (Phalangeridae). Diese Tiere leben ausschließlich in der Kimberley-Region im nördlichen Western Australia.
Namensgebendes Merkmal ist der in der hinteren Hälfte von kleinen Schuppen bedeckte Schwanz, der als Greifschwanz verwendet werden kann. Das kurze, weiche Fell der Tiere ist graubraun gefärbt, ein dunkler Rückenstreifen verläuft von den Schultern bis zum Hinterteil. Bauch und Kehle sind heller gefärbt. Schuppenschwanzkusus erreichen eine Kopfrumpflänge von 29 bis 40 Zentimeter, der Schwanz wird 25 bis 33 Zentimeter lang und das Gewicht der Tiere beträgt 1,4 bis 2 Kilogramm.
Lebensraum dieser Tiere ist baumbestandenes, felsiges Gelände. Sie sind nachtaktiv und schlafen den Tag über in Felsspalten. In der Nacht begeben sie sich auf Nahrungssuche, wobei sie oft auf Bäume klettern. Sie sind Allesfresser, die Blätter, Früchte, Insekten und vermutlich auch kleine Wirbeltiere zu sich nehmen. Schuppenschwanzkusus leben einzelgängerisch.
Zwischen März und August kommt meist ein einzelnes Jungtier zur Welt, das nach acht Monaten entwöhnt wird. Die Geschlechtsreife tritt relativ spät ein, bei Männchen mit 1,5, bei Weibchen mit 3 Jahren.
Bis 1965 waren nur vier Exemplare bekannt, seither wurden die Tiere regelmäßig beobachtet. Ihr Lebensraum ist allerdings relativ klein und zerstückelt, die IUCN listet sie mit "fehlende Daten".